# Liste der Kulturdenkmäler in Oberwiesen
In der Liste der Kulturdenkmäler in Oberwiesen sind alle Kulturdenkmäler der rheinland-pfälzischen Ortsgemeinde Oberwiesen aufgeführt. Grundlage ist die Denkmalliste des Landes Rheinland-Pfalz (Stand: 27. November 2018).

## Einzeldenkmäler
| Bezeichnung            | Lage                | Baujahr                           | Beschreibung | Bild                           |
| ---------------------- | ------------------- | --------------------------------- | --- | ------------------------------ |
| Schulhaus              | Hauptstraße 9 Lage  | 1906                              | ehemaliges Schulhaus; repräsentativer zweieinhalbgeschossiger Sandsteinquaderbau mit Krüppelwalmdach, 1906, Architekt Johann Christoph Schreiber, Kirchheimbolanden; ortsbildprägend | weitere Bilder Fotos hochladen |
| Wohnhaus               | Hauptstraße 30 Lage | erste Hälfte des 18. Jahrhunderts | barockes Wohnhaus, teilweise Fachwerk, erste Hälfte des 18. Jahrhunderts, Umbau bezeichnet 1826; straßenbildprägend                                                                  | Fotos hochladen                |
| Protestantische Kirche | Hauptstraße 48 Lage | 1881/82                           | neugotischer Sandsteinquader-Saalbau, 1881/82, Architekt eventuell Max von Siebert, Speyer; mit Ausstattung                                                                          | weitere Bilder Fotos hochladen |